# Atletismo nos Jogos Pan-Americanos de 2007 - 20 km marcha atlética masculina
Os 20 quilômetros de marcha atlética abriu as competições de atletismo nos Jogos Pan-Americanos de 2007, no Rio de Janeiro. A prova foi disputada no Parque do Flamengo em 22 de julho com 16 atletas de 10 países.

## Medalhistas
| Ouro   | ECU Jefferson Pérez        |
| Prata  | ECU Jaime Saquipay         |
| Bronze | COL Gustavo Restrepo Baena |

## Recordes
Recordes mundiais e pan-Americanos antes da disputa dos Jogos Pan-Americanos de 2007.
| Tipo                             | Atleta          | Tempo   | Local    | Data                 |
| -------------------------------- | --------------- | ------- | -------- | -------------------- |
|                                  | Jefferson Pérez | 1h17m21 | Paris    | 23 de agosto de 2003 |
| Recorde dos Jogos Pan-Americanos | Bernardo Ségura | 1h20m17 | Winnipeg | 26 de julho de 1999  |

## Resultados
- DNF: não completou a prova.
- DSQ: desclassificado.

Penalizações da marcha atlética:
Cada vez que um atleta descumpre uma das regras da modalidade implantadas pela Associação Internacional de Federações de Atletismo (IAAF), recebe um cartão vermelho () como advertência que podem ser:
- Contato perdido com o solo (~)
- Dobramento dos joelhos (>)

Se um atleta receber três cartões vermelhos durante a prova é automaticamente desclassificado.

### Final
A final dos 20 km de marcha atlética foi disputada em 22 de julho as 15:30 (UTC-3).
| Pos.              | Atleta                 | País               | Tempo   | Dif.  | Cartão vermelho |
| ----------------- | ---------------------- | ------------------ | ------- | ----- | --------------- |
| Medalha de ouro   | Jefferson Pérez        | ECU Equador        | 1h22m08 | —     |                 |
| Medalha de prata  | Jaime Saquipay         | ECU Equador        | 1h23m28 | 1m20  |                 |
| Medalha de bronze | Gustavo Restrepo Baena | COL Colômbia       | 1h24m51 | 2m43  | ~~              |
| 4                 | Mário Santos Júnior    | BRA Brasil         | 1h29m53 | 7m45  | >>              |
| 5                 | Matthew Boyles         | USA Estados Unidos | 1h30m03 | 7m55  | ~~              |
| 6                 | Allan Segura           | CRC Costa Rica     | 1h32m27 | 10m19 | >               |
| 7                 | John Nunn              | USA Estados Unidos | 1h32m37 | 10m29 |                 |
| 8                 | José Alessandro Baggio | BRA Brasil         | 1h34m15 | 12m07 |                 |
| 9                 | Juan Manuel Cano       | ARG Argentina      | 1h34m45 | 12m37 |                 |
| —                 | Bernardo Calvo         | CRC Costa Rica     | DNF     | —     | >               |
| —                 | Echarri Tapia          | PER Peru           | DNF     | —     | ~               |
| —                 | Cristian Berdeja       | MEX México         | DSQ     | —     | ~~~             |
| —                 | Erick Guevara Rivera   | MEX México         | DSQ     | —     | ~>~             |
| —                 | Luis Fernando López    | COL Colômbia       | DSQ     | —     | ~~~             |
| —                 | Julio Martínez         | GUA Guatemala      | DSQ     | —     | >~>             |
| —                 | Walter Sandoval        | ESA El Salvador    | DSQ     | —     | ~>>             |